# Peter Blau
Pour les articles homonymes, voir Blau.
Peter Michael Blau est un sociologue américain d'origine autrichienne né le 7 février 1918 à Vienne et mort le 12 mars 2002 à New York. Il a élaboré une théorie générale des organisations.

## Biographie
En 1939, Peter Blau émigre aux États-Unis et entreprend des études à l'Université Columbia où il est l'élève de Robert K. Merton. Il soutient sa thèse en 1952 et obtient un poste d'enseignant l'année suivante à l'Université de Chicago. En 1970, il retourne à l'Université Columbia où il est enseignant jusqu'en 1988.

### Citations
Définition du Pouvoir : C'est « la capacité qu'a un individu ou un groupe, d'obtenir que quelqu'un fasse ou pense quelque chose qu'il n'aurait ni fait ni pensé autrement ». Exchange and Power in Social Life, New York, Joshn Wiley & Sons, 1964, 352 p.; cité dans Le changement planifié, Pierre Collerette, Gilles Delisle, Montréal, Les Éditions agence d'arc, 1982, p. 158 (213 p.)